# Iskra (russische Zeitung)

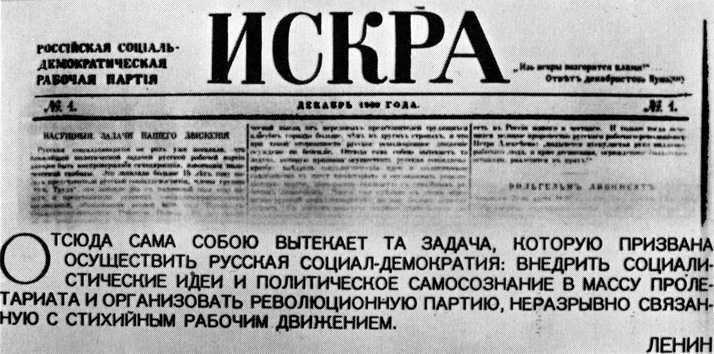
Erstausgabe der Iskra

Die Iskra (russisch Искра, Betonung: ískra – Der Funke) war eine frühe revolutionäre Zeitung der Sozialdemokratischen Arbeiterpartei Russlands (SDAPR), die seit 1900/01 drei Jahre lang unter Federführung Lenins erschien. Ihr Ziel war die Sammlung der verschiedenen Strömungen der Arbeiterbewegung in Russland und Bildung einer gemeinsamen „Bewusstseins“-Plattform.

## Geschichte

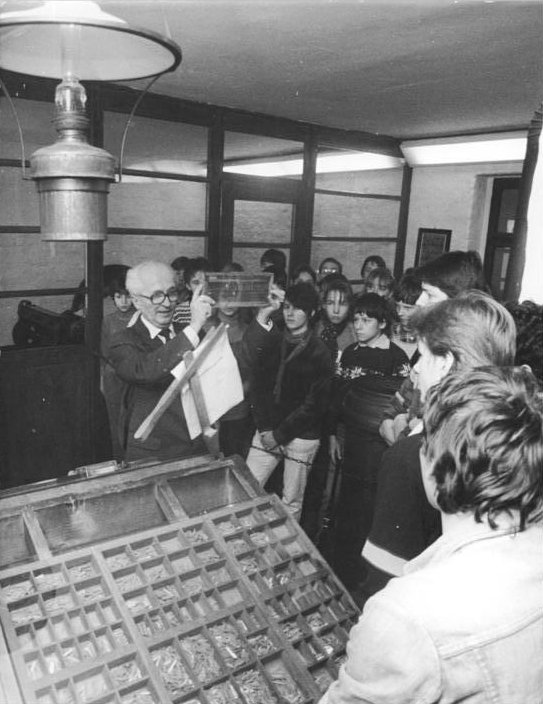
Jugendweiheteilnehmer aus dem Bezirk Halle besuchen im Rahmen einer Jugendstunde die Leipziger Iskra-Gedenkstätte (1985)

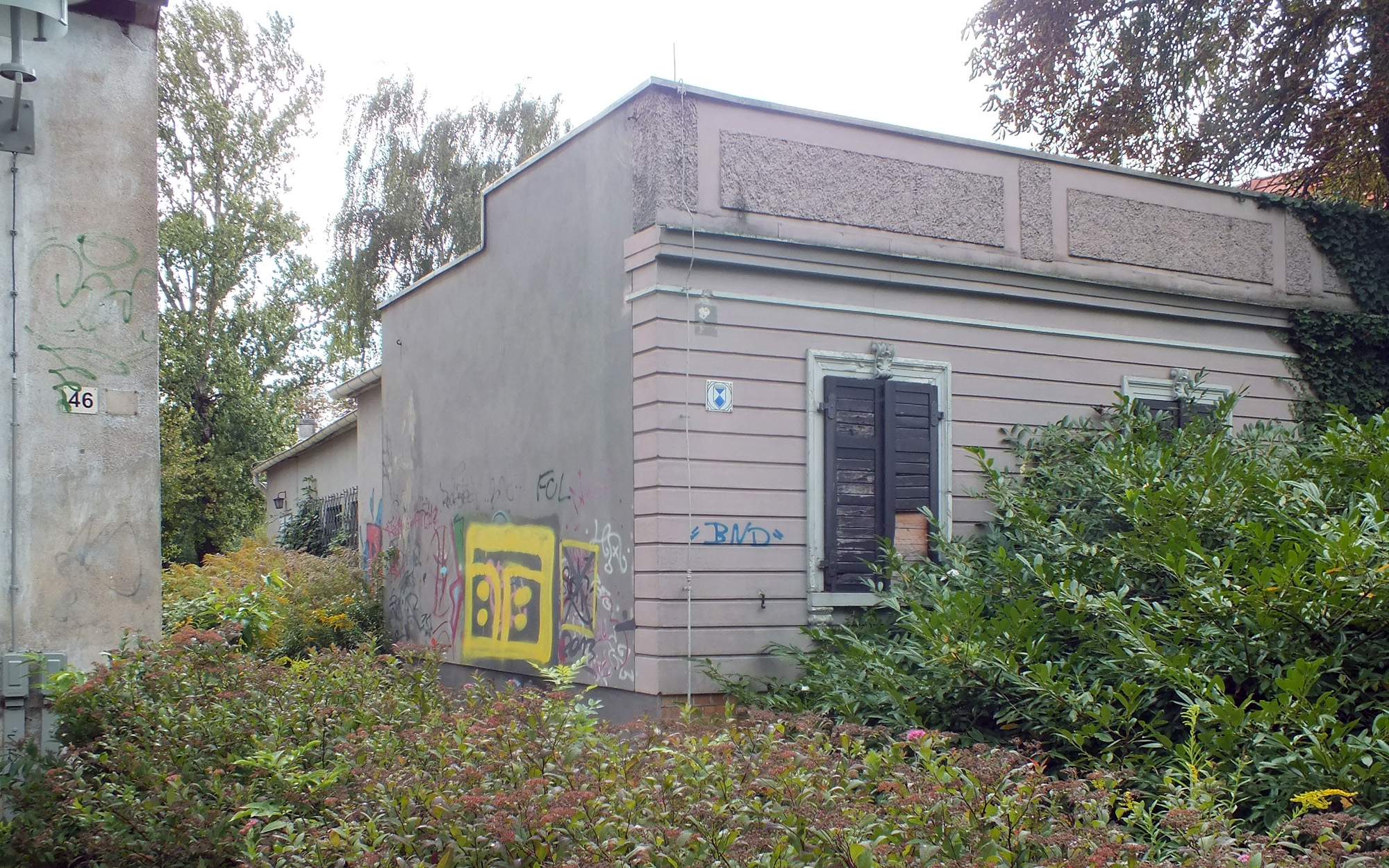
Ehemalige Iskra-Gedenkstätte in Leipzig-Probstheida

Im Dezember 1900 wurde die erste Ausgabe der Iskra als Organ der SDAPR gedruckt. Sie erschien jedoch nicht, wie von einigen Quellen angegeben, am 24. Dezember 1900, obwohl sie im Satz und Umbruch fertiggestellt war. Der Druck verzögerte sich, und die erste Nummer der Zeitung wurde erst im Januar 1901 veröffentlicht. Lenin hatte, von München nach Leipzig gekommen, die Endredaktion der Iskra vorgenommen; die erste Nummer des Blattes konnte erscheinen. Der Druck erfolgte in der Druckerei Rauh und Pohle in Leipzig-Probstheida.
Der Weg dahin aber war nicht einfach. Lenin setzte sich damit durch, die Zeitung in Deutschland zu drucken, während Georgi Plechanow die Schweiz als Produktionsort favorisiert hatte. Deutsche Sozialdemokraten halfen Lenin, besorgten ihm Quartier und ermöglichten ihm, in Probstheida eine Druckerei zu finden, in der die Zeitung in kyrillischen Lettern heimlich gesetzt werden konnte. Sie unterstützten auch den illegalen Transport der Zeitung über die deutsch-russische Grenze.
Der Leitartikel „Die dringendsten Aufgaben unserer Bewegung“ stammte von Lenin selbst. Die von Lenin gegründete Iskra war „nicht irgendeine Arbeiterzeitung, sondern setzte sich zum Ziel, die bewusstesten Teile der russischen Arbeiterbewegung rund um ein marxistisches Programm zu sammeln“.
Von 1901 bis Juli 1903 erschienen insgesamt 44 Ausgaben der Iskra. Die Nummern 2 bis 21 wurden in München und die von 22 bis 38 wurden in London in der heutigen Marx Memorial Library gedruckt. Die bekannte Schrift von Lenin Was tun? (1902) fasst inhaltlich auch die Linie der Zeitung zusammen.
Nach dem Zweiten Parteitag der SDAPR 1903, auf dem Lenin zum Parteiführer gewählt wurde, ergriffen die Redakteure der Iskra – vor allem Plechanow – Partei für die Minderheitsgruppe der Partei, die Menschewiki. Lenin trat daraufhin aus der Redaktion aus und wurde zum entschiedenen Gegner der Zeitung.
An der Stelle der Druckerei der ersten Nummer in der Leipziger Russenstraße gab es von 1956 bis 1991 eine Iskra-Gedenkstätte.